# Richard Thoma (Rechtswissenschaftler)
Richard Emil Thoma (* 19. Dezember 1874 in Todtnau; † 26. Juni 1957 in Bonn) war ein deutscher Staatsrechtslehrer und einer der führenden Staatsrechtler der Weimarer Republik. Zusammen mit Gerhard Anschütz gab er das zweibändige Handbuch des Deutschen Staatsrechts heraus.

## Leben und Wirken
Richard Thoma, der Sohn eines Fabrikanten, studierte zunächst Mathematik, Chemie und Physik. Anschließend studierte er Rechtswissenschaften an der Albert-Ludwigs-Universität Freiburg, der Universität München und der Universität Berlin. Im Jahr 1900 wurde Thoma in Freiburg mit der Dissertation Die Bedeutung des Besitzwillens im Besitzrecht des bürgerlichen Gesetzbuches zum Dr. jur. promoviert. 1906 wurde ihm aufgrund der Habilitationsschrift Der Polizeibefehl im Badischen Recht in Freiburg die Venia Legendi für die Fächer Staats- und Verwaltungsrecht verliehen.
1908 wurde Thoma ordentlicher Professor für Öffentliches Recht am Hamburgischen Kolonialinstitut, 1909 folgte er einem Ruf an die Universität Tübingen und 1911 einem Ruf an die Universität Heidelberg. Von 1928 bis zu seiner Emeritierung 1945 war er ordentlicher Professor für Öffentliches Recht und Staatslehre an der Universität Bonn und Leiter des Instituts für Internationales Recht und Politik. Thoma zählte zu den herausragendsten deutschen Staatsrechtswissenschaftlern der Weimarer Republik und der frühen Bundesrepublik Deutschland. Im August 1948 wählte ihn der Landtag von Nordrhein-Westfalen zum stellvertretenden Mitglied des Parlamentarischen Rates. 1948/49 wurde Richard Thoma wiederholt als Sachverständiger im Parlamentarischen Rat hinzugezogen.
Unmittelbar vor seinem Tod trat er aus unbekannten Gründen aus der katholischen Kirche aus.

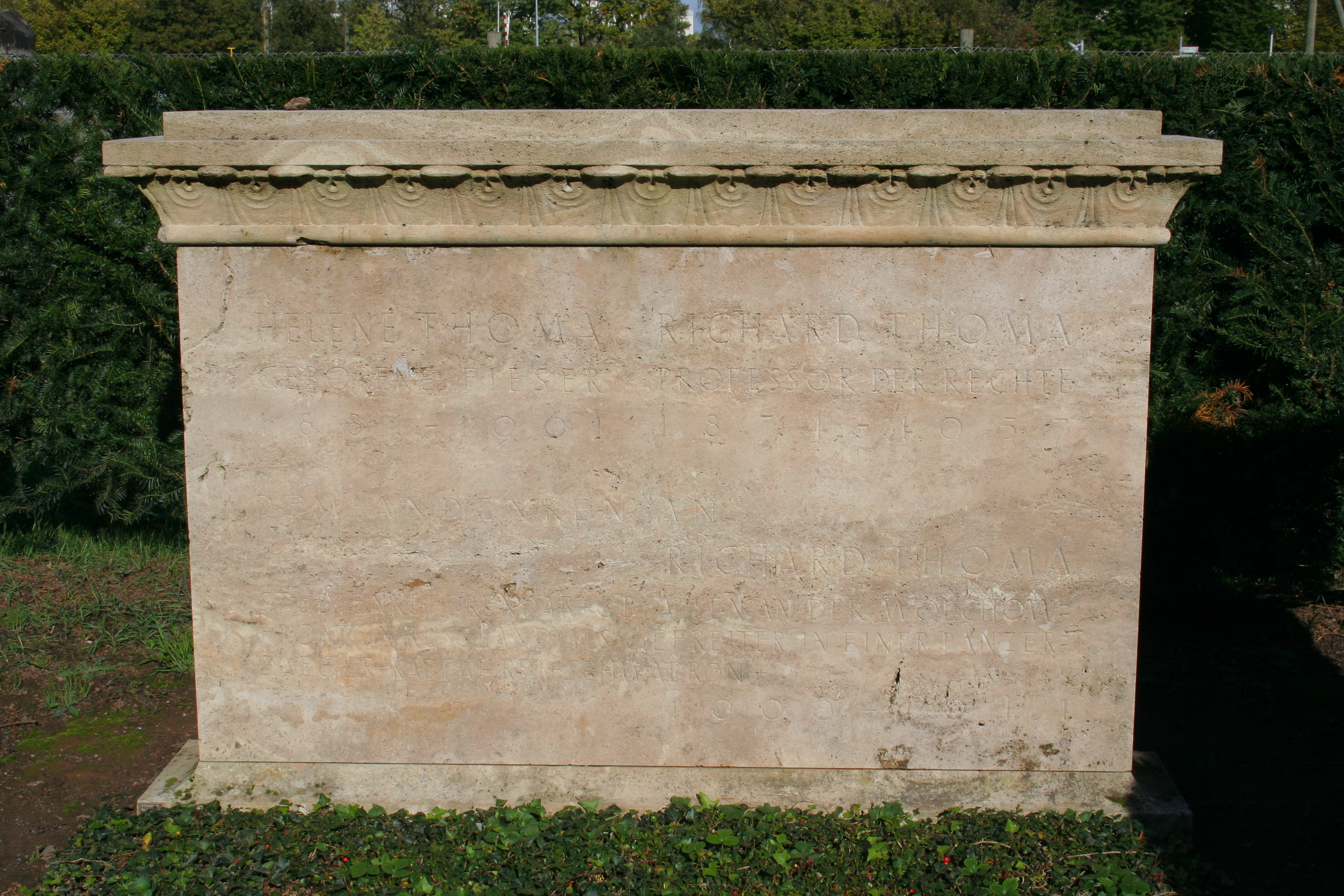
Familiengrab Richard Thomas auf dem Bonner Südfriedhof

## Werke (Auswahl)
- Der Vorbehalt des Gesetzes im preußischen Verfassungsrecht. In: Festgabe für Otto Mayer. Zum 70. Geburtstag dargebracht von Freunden, Verehrern und Schülern. 29. März 1916. Mohr, Tübingen 1916, S. 167–221.
- Hrsg. mit Gerhard Anschütz: Handbuch des Deutschen Staatsrechts. 2 Bände. Mohr, Tübingen 1930/1932.
- Die Staatsfinanzen in der Volksgemeinwirtschaft. Ein Beitrag zur Gestaltung des deutschen Sozialismus. Mohr, Tübingen 1937.
- Über Wesen und Erscheinungsformen der modernen Demokratie. Dümmler, Bonn 1948.
- Grundriss der allgemeinen Staatslehre. Dümmler, Bonn 1948.
- Die Lehrfreiheit der Hochschullehrer und ihre Begrenzung durch das Bonner Grundgesetz. Mohr, Tübingen 1952.
- Rechtsstaat – Demokratie – Grundrechte. Ausgewählte Abhandlungen aus fünf Jahrzehnten. Hrsg. und eingeleitet von Horst Dreier. Mohr Siebeck, Tübingen 2008.